# Faustina Bordoni

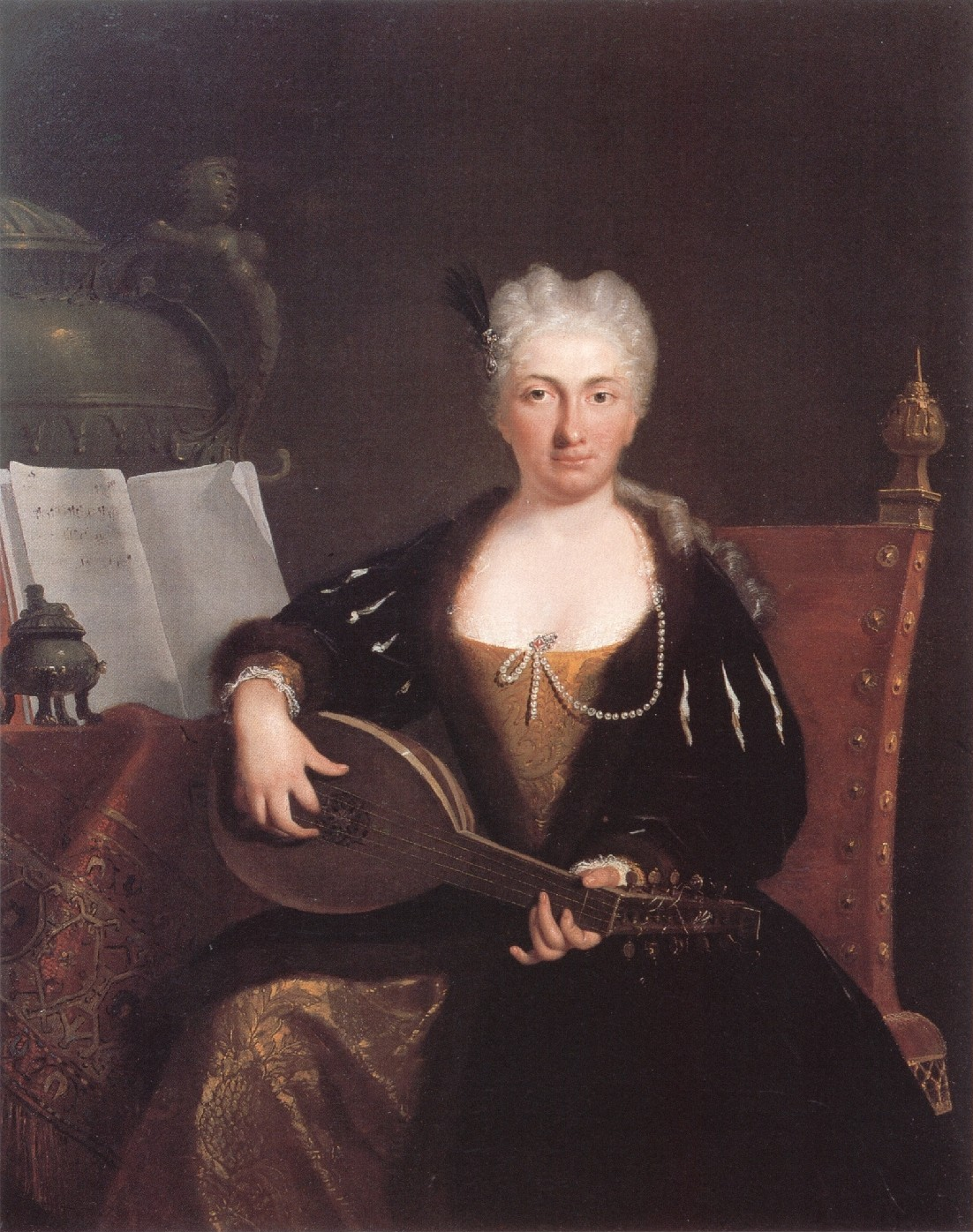
Faustina Bordoni.

Faustina Bordoni (Venecia, 11 de noviembre de 1697 - ídem, 1781), mezzosoprano italiana.
Provenía de una distinguida familia veneciana que le procuro una educación de primer nivel, entre sus maestros estuvieron Alessandro Marcello y Benedetto Marcello, siendo Micheleangelo Gasparini uno de sus compañeros de clase. Considerada como uno de los grandes fenómenos vocales del siglo XVIII, la Bordoni asociada indisolublemente con su gran rival Francesca Cuzzoni, se enmarca dentro de la tradición canora italiana como una virtuosa única e irrepetible. En la línea de Caffarelli, la Bordoni se hizo famosa por su prodigiosa coloratura, la rapidez y limpidez con la que atacaba los pasajes más endiablados como por su belleza física que le valió gran número de admiradores.
La Bordoni es considerada como una de las más grandes cantantes del siglo XVIII, Al igual que otras grandes como Vittoria Tesi o su rival Francesca Cuzzoni tuvo que soportar durante toda su carrera el reinado absoluto de los castrati, aun así supo situarse en la cima de su profesión, logrando igualar o superar a los castrati en su propio terreno; la ópera seria.

## Trayectoria

### Inicios
Nació en Venecia el de noviembre de 1697 y en el otoño de 1716 y con 18 años debutó en el Giovanni Crisóstomo en Ariodante de Carlo Francesco Pollarolo. El éxito fue inmediato en los teatros importantes italianos y tuvo también un primer acercamiento con su futura gran rival Francesca Maloni.

### El triunfo en Londres

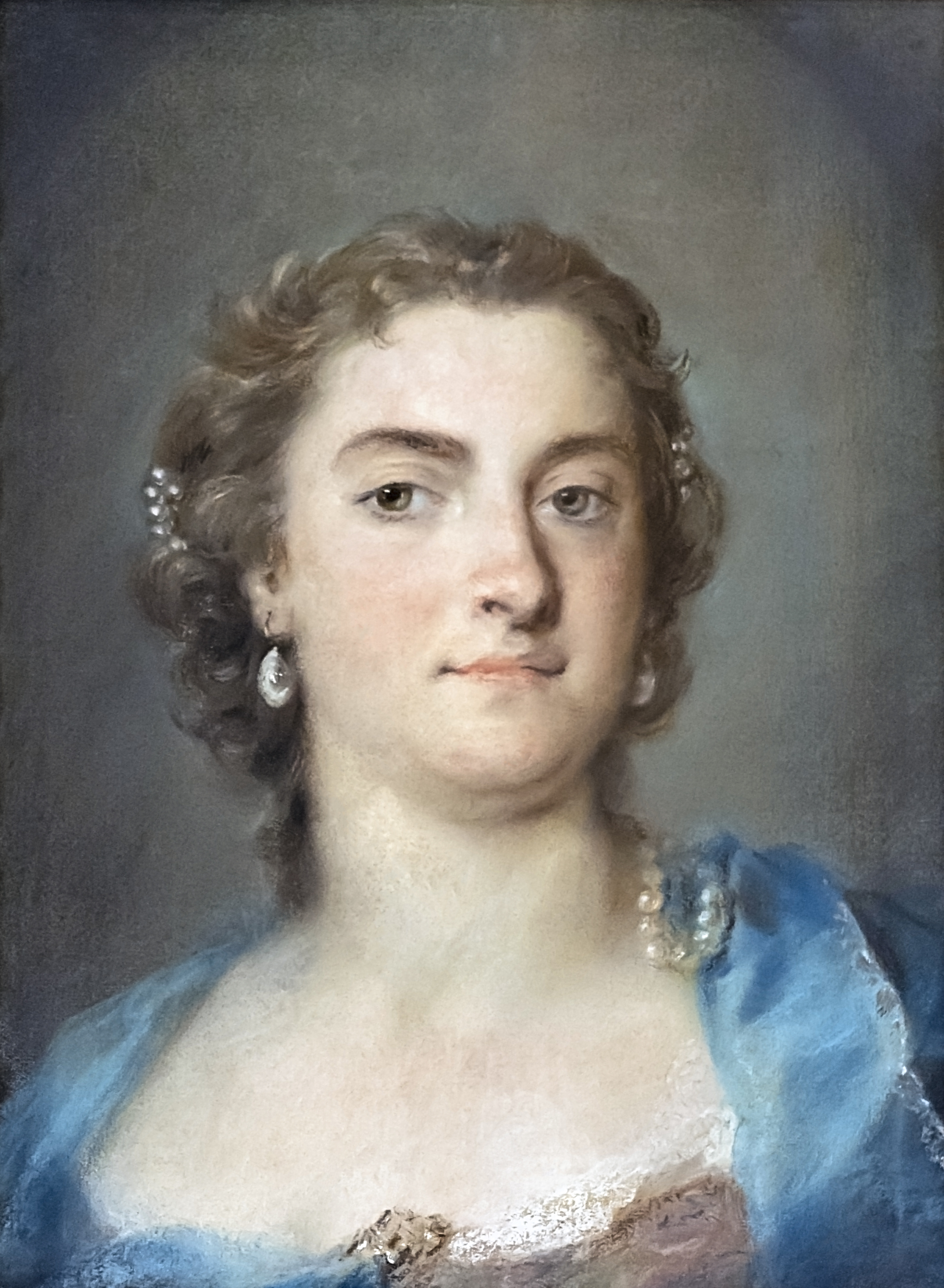
Retrato de Faustina Bordoni pintado por Rosalba Carriera.

Cuando llegó a Londres en 1726 tenía a sus espaldas ya diez años de carrera, habiendo cantado en óperas de Gasparini, Lotti, Leo y Vinci. Debutó el 5 de mayo como Rosanna en Alessandro de Handel. Senesino era el protagonista y Francesca Cuzzoni Lisaura, la rival de Rosanna.
Handel Elisa en “Tolomeo” (1728).
Ninguno como Handel escribió para una mezzosoprano pasajes de coloratura así de ricos en inventiva y al mismo tiempo así de complejos.
Finalmente el 6 de junio de 1727 ocurrió el episodio que marco su nombre en la historia al enfrentarse a golpes e insultos con su rival Francesca Cuzzoni en una representación del “Astianate” de Attilio Ariosti en la que estaba presente la Princesa de Gales. El hecho causó gran revuelo y su contrato no fue renovado por las siguientes temporadas, aun así la Bordoni fue muy preciada en el resto de Europa, triunfando sobre todo en París, Dresde, Parma, Florencia, Turín, Milán, Roma y Venecia, convirtiéndose en una de las cantantes mejor pagadas de su tiempo.
Faustina Bordoni poseía además una belleza fuera de lo común, según Burney “Su perfección como profesional se realzaba con una cara hermosa y una figura agraciada”.

### En la corte de Dresde
En 1730 Bordoni se casó con el compositor alemán Johann Adolph Hasse, con él viajó a la corte de Dresde en donde la mezzo se convirtió en la cantante favorita de la corte y permanecería en su puesto de primera cantante hasta 1751.
Con el paso de los años y su declive vocal vino un prolongado enfrentamiento con la soprano Regina Mingotti quien también cosechó gran popularidad en Dresde. Su verdadera batalla vocal tuvo un respiro en 1750 cuando la Mingotti fue contratada por el San Carlo de Nápoles, aun así la carrera de la Bordoni ya estaba acabada y se retiró en 1751.
Tras su retiro la Bordoni se mudó con su marido a Viena en donde vivió algunos años para luego establecerse en su nativa Venecia en donde finalmente falleció el 4 de noviembre de 1781. Sus restos yacen en la iglesia de San Marcuola, junto con su marido.

## Su voz
Entre las cantantes femeninas, Faustina era considerada la mejor representante del “Stile brillante”. Estaba dotada de una vocalización cuidada y elegante y de una extraordinaria velocidad. Se distinguía sobre todo por su agilidad en la ejecución de las vocalizaciones y por la perfección de su trino y de las “ribattiture di gola”, su emisión era al mismo tiempo ligera, rápida y pulida. La Bordoni sería según los criterios modernos una mezzosoprano lírica, su extensión se extendía desde el Sol2 hasta el Si4, un poco más grave que su rival Francesca Cuzzoni.
Según el juicio de sus contemporáneos interpretaba con gran expresividad el adagio en estilo “Spianato”, pero según muchos, en este terreno la supremacía era de Francesca Cuzzoni, superior por belleza, expresividad y homogeneidad del sonido.
Tosi decía de la rivalidad Cuzzoni-Bordoni: “Que bella cosa si los valores artísticos de estas dos angélicas criaturas se pudiesen reunir en una sola persona”.
Al compararla con su rival Francesca Cuzzoni las críticas se dividían; Quantz, que la escucho en el “Admeto” de Handel, opinaba que la Cuzzoni tenía una voz dulce, límpida y extensa, una perfecta afinación y un canto que arrancaba el alma de los espectadores, si bien conservaba un aura de frialdad y su cuerpo no era muy grácil en la escena, Bordoni en cambio (para Tosi) estaba llena de pasión como actriz, se distinguía por la prodigiosa agilidad de la voz, que le permitía superar con facilidad los pasajes que se sabían difíciles incluso para el violín”.